# Aktivitás

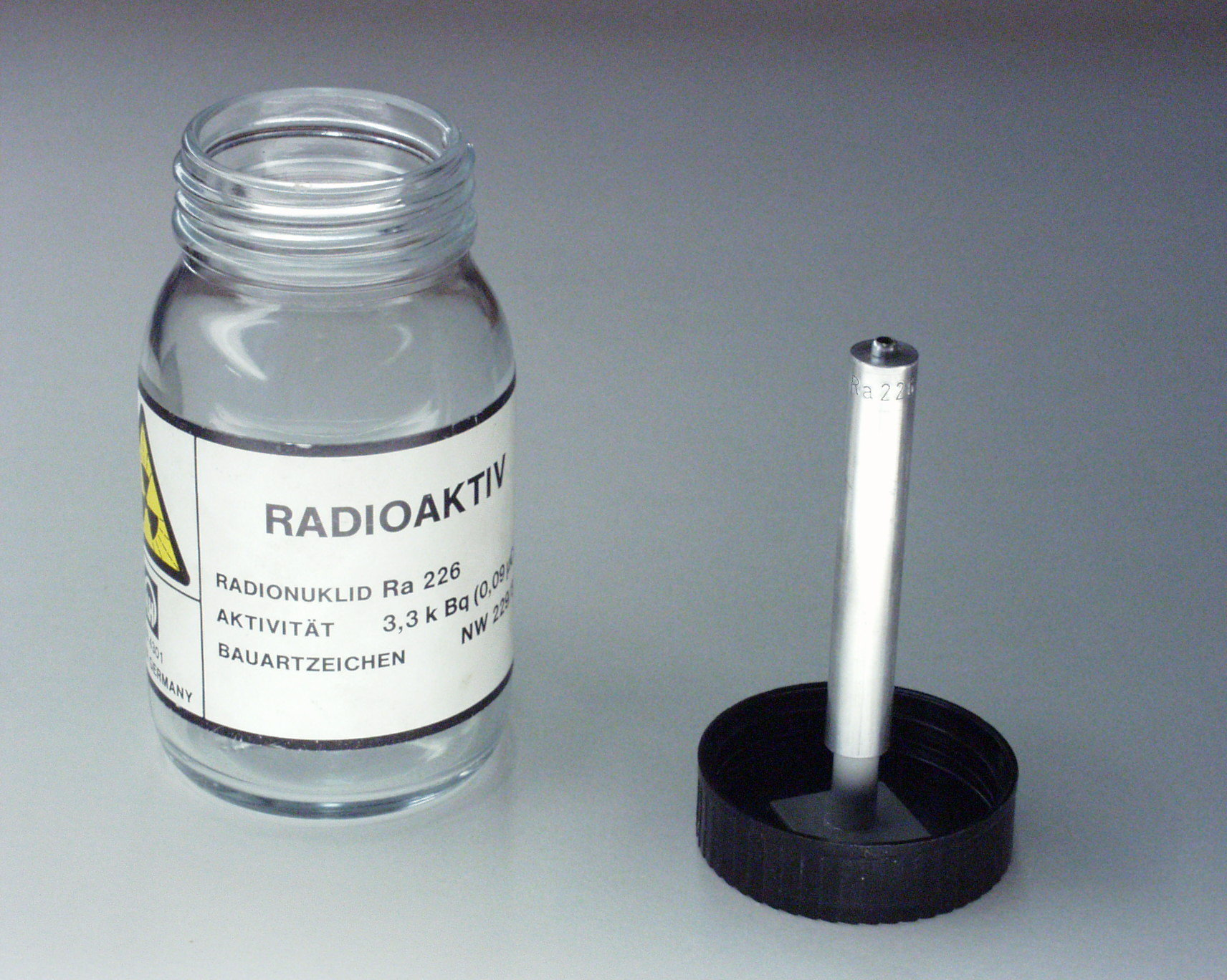
Ra–226 sugárforrás, aktivitása 3300 Bq (3,3 kBq)

Az aktivitás (vagy bomlási sebesség) a radioaktív sugárzást kibocsátó testet (sugárforrást) jellemző egyik fizikai mennyiség, jele: A. Az aktivitás SI-mértékegysége a becquerel (jele: Bq). 

## Definíciója
Két radioaktív sugárforrás közül azt tekintjük aktívabbnak, amelyik adott idő alatt több részecskét sugároz ki, illetve amelyik ugyanannyi részecskét rövidebb idő alatt bocsát ki. A sugárforrás aktivitásának nevezzük a kibocsátott részecskék számának és a közben eltelt időnek a hányadosával meghatározott fizikai mennyiséget. Ha a sugárforrás egy rövid Δt  időtartam alatt ΔN  számú részecskét sugároz ki, akkor:
{\displaystyle A={\frac {\Delta N}{\Delta t}}}.
Az aktivitás SI-mértékegysége a becquerel (jele: Bq). Képlettel:
{\displaystyle \left[A\right]={\frac {\left[\Delta N\right]}{\left[\Delta t\right]}}={\frac {1}{\mathrm {s} }}=\mathrm {Bq} }.
Az aktivitás régi, nem SI-mértékegységei a curie (jele: Ci) és a rutherford (jele: Rd). Átváltások:
1 Ci = 3,7·1010 Bq.
1 Rd = 1·106 Bq.
A sugárforrások aktivitása azonban idővel csökken, mert a bomlások miatt csökken bennük a radioaktív atommagok száma. A fenti meghatározás helyett ezért (különösen a gyorsan bomló, rövid felezési idejű atommagokat tartalmazó sugárforrásnál) a
{\displaystyle A(t)=-{\frac {dN}{dt}}} .
összefüggéssel definiálhatjuk az aktivitást.

## Az aktivitás kapcsolata a radioaktív sugárzás egyéb jellemzőivel
Belátható hogy az aktivitás egyenesen arányos a sugárforrásban található radioaktív atommagok számával, azaz e két mennyiség hányadosa állandó. Ezt a hányadost az adott anyag (izotóp) bomlási állandójának nevezzük, jele λ. Képlettel:
{\displaystyle {\frac {A}{N}}=\lambda }.
Ebből az aktivitás a bomlási állandóval kifejezve:
{\displaystyle A=\lambda \cdot N}.
Ezt integrálva felírató a radioaktív bomlástörvény:
{\displaystyle N=N_{0}\cdot e^{-\lambda \cdot t}}.
Eszerint a radioaktív atommagok száma a kezdeti {\displaystyle N_{0}} értékről exponenciálisan csökken.
Azt az időtartamot, amely alatt a radioaktív atommagok száma a kezdeti mennyiség felére csökken, felezési időnek nevezzük, jele {\displaystyle T_{1/2}} vagy (ha nem okoz félreértést) röviden csak {\displaystyle T}. Igazolható, hogy a felezési idő és a bomlási állandó közti összefüggés:
{\displaystyle T_{1/2}={\frac {\ln 2}{\lambda }}}.
Ezt és a korábbi {\displaystyle A=\lambda \cdot N} összefüggést felhasználva:
{\displaystyle A=\lambda \cdot N={\frac {\ln 2}{T_{1/2}}}\cdot N}.
Eszerint, ha két sugárforrásban ugyanannyi radioaktív atommag van, akkor annak az aktivitása nagyobb, amely rövidebb felezési idejű izotópot tartalmaz.